# George Davey Smith
George Davey Smith (9 de maio de 1959) é um epidemiologista britânico. É professor de epidemiologia clínica da Universidade de Bristol desde 1994, professor honorário de saúde pública da Universidade de Glasgow desde 1996, e professor visitante da London School of Hygiene & Tropical Medicine desde 1999.
É também diretor científico da Avon Longitudinal Study of Parents and Children, e foi  editor-in-chief do International Journal of Epidemiology.

## Formação
Davey Smith frequentou a Stockton Heath Primary School e a Lymm High School em Warrington, Noroeste da Inglaterra. Obteve um BA no The Queen's College, Oxford, em 1981, um MB BChir no Jesus College (Cambridge) em 1984, um MSc na London School of Hygiene & Tropical Medicine em 1988, um MD no Jesus College, Cambridge, em 1991 e um DSc no Queen's College, Oxford, em 2000.

## Horarias e prêmios
Davey Smith é um ISI highly cited researcher, fellow da Sociedade Real de Edimburgo, e da Academy of Medical Sciences, United Kingdom. Em 2019 tornou-se membro estrangeiro da Academia Real das Artes e Ciências dos Países Baixos.